# Elsie Few
Elsie Evelyn Few, (4 tháng 2 năm 1909-17 tháng 12 năm 1980) là một nghệ sĩ người Jamaica, người đã có một sự nghiệp lâu dài ở Anh và có liên kết với Trường Euston Road. Trong suốt sự nghiệp của mình, Few đã sản xuất những bức tranh sơn dầu về phong cảnh nhưng sau đó, trong cuộc đời bà bắt đầu sử dụng các kỹ thuật cắt dán để tạo ra các thiết kế trừu tượng.

## Tiểu sử
Rất ít người được sinh ra ở Kingston, Jamaica. Bà chuyển đến London để học tại Trường Nghệ thuật Slade và Trường Kiến trúc Bartlett từ năm 1929 và 1931, trước khi đi du lịch và học tập ở khắp Châu Âu. Rất ít người gặp và làm việc với các nghệ sĩ từ trường Euston Road. Năm 1937, bà kết hôn với Claude Rogers, một trong những thành viên sáng lập của Trường và họ cùng với Victor Pasmore tổ chức một triển lãm chung tại Phòng trưng bày Burnett Webster ở Kingston, Jamaica vào năm 1936. Ngay sau đó, Few đã có triển lãm cá nhân đầu tiên của mình tại cùng phòng trưng bày. Vài người được bầu làm thành viên của Tập đoàn Luân Đôn vào năm 1943 và từ năm 1945 đến năm 1948 làm việc cho Hayo & Windus với tư cách là một biên tập viên nghệ thuật. Năm 1948, các tác phẩm của Few đã được đưa vào Trường Euston Road và các triển lãm khác được tổ chức tại Phòng trưng bày nghệ thuật Wakefield City, nhưng không phải trong phiên bản lưu diễn tiếp theo của triển lãm do Hội đồng nghệ thuật tạo ra. Từ năm 1946 đến năm 1969, bà đứng đầu bộ phận nghệ thuật tại Đại học Gipsy Hill.
Vài người đã có một số triển lãm đáng chú ý trong sự nghiệp của mình, bao gồm tại Phòng trưng bày nghệ thuật Whitechapel năm 1973 và tại Phòng trưng bày Annexe ở Wimbledon trong năm 1979. Một cuộc triển lãm tưởng niệm cho Few đã được tổ chức tại Phòng trưng bày nghệ thuật Bury St Edmunds năm 1981, bao gồm các ví dụ về đồ gốm và tấm thảm của bà cùng với các bức tranh và ảnh ghép của bà. Phòng trưng bày Belgrave đã tổ chức một triển lãm chung các tác phẩm của Rogers và Few vào năm 2002. Trong nhiều năm, hai vợ chồng đã sống ở Somerton ở Suffolk.